# Macrobiotus deceptor
Espèce
Macrobiotus deceptor est une espèce de tardigrades de la famille des Macrobiotidae.

## Distribution
Cette espèce est endémique d'Antigua à Antigua-et-Barbuda.

## Publication originale
- Meyer, Hinton, Gladney & Klumpp, 2017 : Water Bears from the Caribbean Island of Antigua, with the Description of a New Macrobiotus Species (Tardigrada: Eutardigrada: Macrobiotidae). Caribbean Naturalist, no 39, p. 1-13.